# Halífa ibn Hajját
Halífa ibn Hajját al-Uszfuri (arab betűkkel خليفة بن خياط العصفري – Ḫalīfa ibn Ḫayyāṭ al-ʿUṣfurī; Baszra, 775 k. – 854) középkori arab történetíró és hadísztudós volt.

## Élete
Baszrában született tanult, prófétai hagyományok továbbadásáról ismert családban, és feltehetően szülővárosában tanult korának kiválóságai – köztük a rá nagy hatással levő Jazíd ibn Zuraj és a történetíró al-Madáini – mellett. Idővel ő is elismert hadísztudóssá vált, és később tanítványai közül többen nagy tekintélyekké váltak (pl. al-Buhári és Ahmad ibn Hanbal).

## Munkássága
Ibn an-Nadím Fihriszt című bibliográfiai kompendiuma négy művéről tud, ezek közül kettő maradt egy-egy példányban az utókorra. „A recitálók osztályai” (Tabakát al-kurrá) című műve az osztályozó életrajzgyűjtemények (tabakát) műfajába tartozik, és körülbelül 3375 olyan személyiség (főleg férfiak) rövid életrajzát közli, aki részt vett Mohamed próféta hagyományainak továbbadásában. Az osztályozás alapjául az arab törzsi származás szolgál, és mivel az egyes törzsekről is közli rövid történetüket, ebben a tekintetben is igen értékesnek számít. A másik fennmaradt munka röviden „A történelem” (at-Táríh) címmel ismert. Benne Mohamed próféta születését, majd a 622-től 846-ig terjedő időszak történetét írja meg, különös hangsúlyt helyezve a hódításokra és külpolitikai történésekre, valamint felsorolva az egyes uralkodók alatt szolgáló fontosabb hivatalnokokat és hadvezéreket. Mind történeti műve, mind életrajzgyűjteménye az adott műfaj legkorábbi, teljes egészében fennmaradt példánya.